# FreeOTP
FreeOTP — це безкоштовне програмне забезпечення-автентифікатор з відкритим кодом від RedHat. Воно реалізує багатофакторну автентифікацію за допомогою HOTP та TOTP. Токени можна додати, відсканувавши QR-код або вручну ввівши конфігурацію токена. Ліцензовано за ліцензією Apache 2.0 та підтримує Android та iOS.